# Spathius exarator
Spathius exarator är en stekelart som först beskrevs av Carl von Linné 1758.  Spathius exarator ingår i släktet Spathius och familjen bracksteklar. Arten är reproducerande i Sverige.

## Underarter
Arten delas in i följande underarter:
- S. e. breviterebrantus
- S. e. oriens